# Frans (voornaam)
Frans is een jongensvoornaam, afgeleid van François, Frans voor Frank, ofwel Spaans en Italiaans Francisco. De betekenis gaat uiteindelijk terug naar de Franken.
De naam werd vooral populair na de heilige Franciscus van Assisi (geboren 1181 of 1182). Zijn doopnaam was eigenlijk Giovanni (Johannes), maar zijn vader noemde hem wegens zijn Franse moeder Francesco, "kleine Fransman".
In Spanje komt 'Francisco' veel voor en Paco wordt er gebruikt als liefkozende afkorting. In bepaalde Spaanstalige gebieden wonen vele jongetjes met de naam 'Paco'. Om hen daar uit elkaar te houden, plakt men er de naam van de moeder aan vast: Paco, (el) de Lucía: Paco (hij) van Lucía. Deze afgeleide werd ook gebruikt als bijnaam voor de dictator Francisco Franco, die enigszins spottend ook wel "tio Paco" (ome Paco) werd genoemd.

## Varianten
- Latijn: Fransiscus, waarvan afgeleid: Sus(ke)
- Frans: François, waarvan afgeleid: Sooi
- Duits: Franz
- Engels: Francis
- Hongaars: Ferenc, Feri, Ferkó
- Italiaans: Francesco
- Spaans: Francisco, waarvan afgeleid: Paco, Fran, Chisco, Xisco
- Catalaans: Francesc, waarvan afgeleid: Fran, Cesc
- Vrouwelijke vormen: Françoise, Francine (soms afgekort als Sien), Francien, Francesca, Francisca, Fanny, Fransje, Francis.

## Enkele naamdragers

### Heersers
Frankrijk
- Frans I (1494-1547), koning van Frankrijk (1515-1547)
- Frans II (1544-1560), koning van Frankrijk (1559-1560)

Heilige Romeinse Rijk
- Frans I Stefan (1708-1765), keizer van het Heilige Roomse Rijk (1745-1765), hertog van Lotharingen (1729-1737) en groothertog van Toscane (1737-1765)
- Frans II (1768-1835), keizer van het Heilige Roomse Rijk (1792-1806) en Oostenrijk (1804-1835), koning van Bohemen en Hongarije (1792-1835), hertog van Luxemburg (1792-1835) en vorst over de Zuidelijke Nederlanden (1792-1794)

Hongarije
- Frans I Rákóczi (1645-1676), prins van Transsylvanië, regeerde nooit
- Frans II Rákóczi (1676-1735), prins van Transsylvanië (1704-1711), Hongaarse nationale held

Modena
- Frans I = Francesco I d'Este (1610-1658), hertog van Modena en Reggio (1629-1658)
- Frans II = Francesco II d'Este (1660-1694), hertog van Modena en Reggio (1662-1694)
- Frans III = Francesco III d'Este (1698-1780), hertog van Modena en Reggio (1737-1780)
- Frans IV (1779-1846), hertog van Modena en Reggio (1814-1846) en Massa en Carrara (1829-1846)
- Frans V (1819-1875), hertog van Modena en Reggio (1846-1859)

Oostenrijk
- Frans I = keizer Frans II van het Heilige Roomse Rijk, 1804-1835
- Frans Jozef I (1830-1916), keizer van Oostenrijk en Apostolisch koning van Hongarije (1848-1867; vervolgens 1867-1916 gezamenlijk als Oostenrijk-Hongarije)
- Frans Ferdinand (1863-1914), kroonprins van Oostenrijk

Zuidelijke Nederlanden
- Frans I = Frans van Anjou (1555-1584), 1581-1583
- Frans II = keizer Frans II, 1792-1794

### Heiligen
- Sint Franciscus van Assisi (1181/1182-1226), de stichter van de Orde van de Minderbroeders
- Sint Franciscus Xaverius, (1506-1552), jezuïet en missionaris
- Sint Franciscus Borgia, (1510-1572), de derde generaal van de jezuïetenorde
- Sint Franciscus Caracciolo, 1563-1608, de stichter van de orde van de Mindere Reguliere Geestelijken.
- Sint Franciscus van Sales, (1567-1622), bisschop uit de Contrareformatie

### Overige personen
- Francis Bacon
- Frans Bauer, Nederlandse zanger
- Franz Beckenbauer
- Frans Bromet
- Frans Duijts, Nederlands zanger
- Frans Eldering

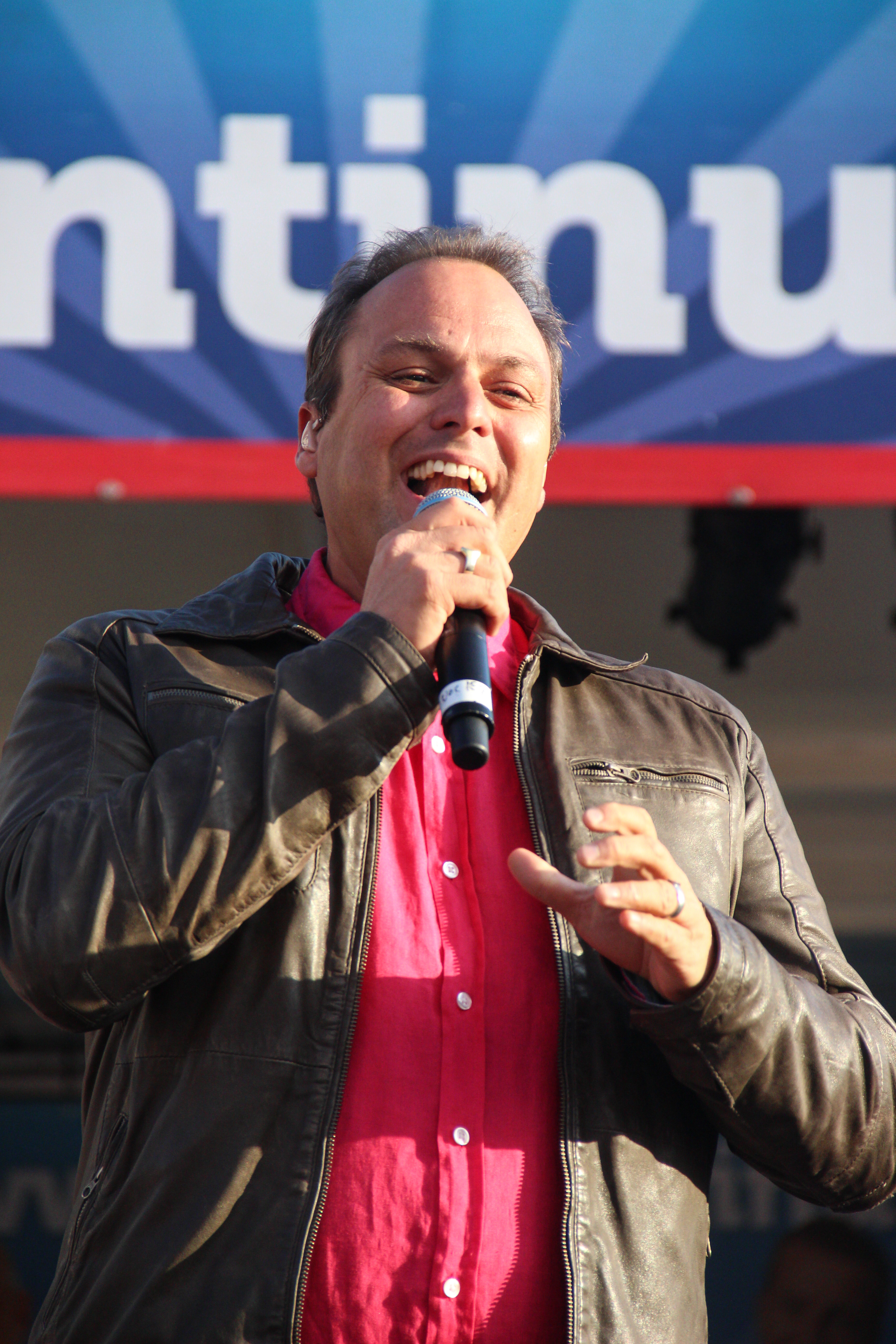
Frans Bauer

- Francisco Franco (1892-1975), dictator
- Franciscus Gomarus, (1563-1641), theoloog en leider van de contra-remonstranten
- Frans van Hooft
- Frans Karjagin
- Lange Frans, Nederlandse rapper
- Frans Limburg, Nederlandse stemacteur
- Francisco Maturana
- Franz von Suppé
- Francesco Totti
- Frans Van Cauwelaert
- Frans Van der Elst
- Francesca Vanthielen
- François Villon
- Frans Willems, Belgisch priester